# Fengshan
Fengshan (em chinês tradicional: 鳳山縣; chinês simplificado: 凤山县; pinyin: Fèngshān; zhuang: Fonghsan) é uma Condado da Hechi, localidade situada ao noroeste da Região Autónoma Zhuang de Quancim, na República Popular da China. Ocupa uma área total de 1.738 Km². As etnias presentes na cidade são Zhuang, Yao, Hui, Miao, Han e Dong. Segundo dados de 2010,  Fengshan  possuí  195 700 habitantes, 58% das pessoas que pertencem ao grupo étnico Zhuang.